# Cara, ti amo...
Cara, ti amo... è un film del 2011 diretto da Gian Paolo Vallati.

## Trama
A Trastevere quattro amici alla soglia dei 40 anni vivono e osservano, dal punto di vista maschile, il tradizionale e perenne conflitto fra uomo e donna, in un susseguirsi di situazioni comiche, incontri occasionali con magre figure imbarazzanti e circostanze surreali. Al bar che sono soliti frequentare poi si confidano, tirando le somme di una vita per loro insoddisfacente.